# Karl Olsson (skulptör)
Karl Oskar Olsson, född 10 februari 1884 i Lysekil, död 2 juli 1938 i Göteborg, var en svensk ciselör, bildkonstnär och skulptör.
Han var son till plåtslageriarbetaren Johan Albert Olsson och Charlotta Hulda Amalia Help och från 1913 gift med Elin Augusta Andersson. Olsson utbildade sig till plåtslagare och var arbetade som sådan i Göteborg. Efter sjukpensioneringen började han ciselera, måla och skulptera. Han studerade en kortare tid för Tor Bjurström vid Valands målarskola och fick en viss vägledning av sina umgängesvänner Åke Göransson och Waldemar Sjölander. Hans konst består av målningar med varierande motiv från Göteborgstrakten samt mindre skulpturer i driven koppar. Olsson är representerad vid Socialnämnden i Göteborg.